# 索尼NEX系列相机配件列表
索尼 NEX 系列相机配件列表是一个关于索尼 NEX 系列数码相机适用配件的列表，该列表中不包含镜头，有关该系列相机的适配镜头，请参见索尼 E 卡口镜头列表。

## 原厂配件

### 闪光灯相关配件
- HVL-F20S

- 高級鏡頭包布（LCS-WR2AM）
- 鏡頭蓋收納套（LCS-LC1AM）
- NEX專用配件組（ACC-FWCA）(包括高級攝影包布、W型鋰電池、攝影肩帶、鏡頭蓋收納套）

### 滤光镜
- VF-49CPAM 49 毫米偏振光滤光镜
- VF-62CPAM 62 毫米偏振光滤光镜
- VF-67CPAM 67 毫米偏振光滤光镜
- VF-49NDAM 49 毫米中灰滤光镜
- VF-62NDAM 62 毫米中灰滤光镜
- VF-67NDAM 67 毫米中灰滤光镜
- VF-49MPAM 49 毫米 MC保护镜
- VF-62MPAM 62 毫米 MC保护镜
- VF-67MPAM 67 毫米 MC保护镜

### 镜头盖以及遮光罩
- ALC-F49A 49 毫米镜头前盖
- ALC-F55S 55 毫米镜头前盖（DT18-55 毫米 F3.5-5.6 SAM）
- ALC-F67A 67 毫米镜头前盖
- ALC-F67S 67 毫米镜头前盖（28-75 毫米 F2.8 SAM）
- ALC-F72S 72 毫米镜头前盖（DT 16-50 毫米 F2.8 SSM）
- ALC-R1EM E卡口镜头后盖
- ALC-R55 E卡口镜头后盖（DT18-55 毫米 F3.5-5.6 SAM、28-75mm F2.8 SAM）
- ALC-B1EM E卡口机身盖
- ALC-SH104 62 毫米长变焦镜头遮光罩
- ALC-SH108 55 毫米变焦镜头遮光罩（DT18-55 毫米 F3.5-5.6 SAM）
- ALC-SH109 67 毫米长焦镜头遮光罩（28-75 毫米 F2.8 SAM）

### 卡口适配器

#### E卡口转A卡口
- LA-EA1 ，应用于APS-C幅面的NEX机型，可以转接使用Minolta AF / Sony α镜头，当且仅当镜头有配备马达（原厂的SAM与SSM）时，可以实现自动对焦功能
- LA-EA2 ，应用于APS-C幅面的NEX机型，可以转接使用Minolta AF / Sony α镜头，由于其内置半透镜（SLT机型使用技术），可以实现除STF135镜头外其他镜头的自动对焦功能。
- LA-EA3 ，应用于135幅面的E卡口机型，基本类似于LA-EA1，但支持全画幅（如VG900、ILCE-7），随VG900有附赠。
- LA-EA4 ，应用于135幅面的E卡口机型，使用SLT上的半透明反光镜，可以实现对Minolta AF / Sony α镜头的转接使用，实现除STF135镜头外其他镜头的自动对焦功能。

### 液晶屏保护配件
- PCK-LH1EM NEX專用螢幕保護蓋
- PCK-LM1EA 專用半硬质液晶螢幕保護面板
- PCK-LM10 專用半硬质液晶螢幕保護面板
- PCK-LS1EM 专用液晶屏保护膜
- NEX專用螢幕保護貼（PCK-LS1EM）

### 相机包和肩带
- STP-XH1 皮質攝影肩帶（長度約 85 公分）
- STP-XS2AM 皮質攝影肩帶（長度約 90 公分）
- LCS-EMB1A 皮質相機机身保护套（NEX-5系列用）
- LCS-EMB2A 皮質相機机身保护套（NEX-3系列用）
- LCS-EML1A 皮質鏡頭保护套（16 毫米镜头专用）
- LCS-EML2A 皮質鏡頭保护套（18-55 毫米镜头专用）
- LCM-EMA 半软便携相机包
- LCS-BBD 软质便携相机包

### 电池及电源适配器
- NP-FW50 W系列智慧型鋰電池

- AC-PW20 直流電連接器
- BC-VW1 直流电池充电器

### 动态拍摄配件
- 外接式光學觀景窗（FDA-SV1）（SEL16F28專用）
- ECM-SST1 NEX專用立體聲麥克風（需要使用碱性纽扣电池）
- ECM-CG50

### 线材
- DLC-HEM15 1.5米（4.8ft）迷你HDMI线
- DLC-HEM30 3.0米（9.6ft）迷你HDMI线

### 其他配件
- FDA-SV1 光学取景器（不适用于NEX-6、NEX-7）
- RMT-DSLR1 遥控器（不适用于NEX-3、NEX-C3、NEX-F3）
- GPS-CS3KA GPS定位仪套装

### 通用系列配件
- MS-HX32A 新型32GB MS Pro-HG Duo™ HX高速存取記憶卡
- MS-HX32B 新型32GB MS Pro-HG Duo™ HX高速存取記憶卡
- MS-HX16B 新型16GBMS Pro-HG Duo™ HX高速存取記憶卡
- MS-HX8B 新型8GB MS Pro-HG Duo™ HX高速存取記憶卡
- SF-32UX 32GB CLASS 10 SDHC UHS-I 高速存储卡
- SF-16UX 16GB CLASS 10 SDHC UHS-I 高速存储卡
- SF-8UX 8GB CLASS 10 SDHC UHS-I 高速存储卡
- SF-32N4 32GB CLASS 4 SDHC 存储卡
- SF-16N4 16GB CLASS 4 SDHC 存储卡
- SF-8N4 8GB CLASS 4 SDHC 存储卡
- SF-4N4 4GB CLASS 4 SDHC 存储卡

## 外部連結
- 日本 Sony NEX 官方網站 （页面存档备份，存于）（日語）
- 台灣 Sony NEX 官方網站 （页面存档备份，存于）（繁體中文）
- E口附件列表 （页面存档备份，存于） sony.jp（日語）
- 香港Sony NEX官方網站
- DP Review（Digital Photography Review）（英文）
- Pop Photo Review（英文）
- 相关评论 （页面存档备份，存于）